# Gymnopais boreopacificus
Gymnopais boreopacificus är en tvåvingeart som beskrevs av Yankovsky 1996. Gymnopais boreopacificus ingår i släktet Gymnopais och familjen knott. Inga underarter finns listade i Catalogue of Life.